# Стюарт, Чарльз, 3-й маркиз Лондондерри
Чарльз Уильям Вейн, 3-й маркиз Лондондерри (при рождении — Чарльз Уильям Стюарт; англ. Charles William Vane, 3rd Marquess of Londonderry; 18 мая 1778 — 6 марта 1854) — англо-ирландский аристократ, британский военный и политик. Он участвовал во Французских революционных войнах, в подавлении Ирландского восстания 1798 года и в Наполеоновских войнах. Он отличился в качестве командира кавалерии в войне на полуострове под командованием Джона Мура и Артура Уэлсли (впоследствии 1-го герцога Веллингтона).
Покинув командование Веллингтона, его сводный брат лорд Каслри помог ему начать дипломатическую карьеру. В 1813 году он был направлен в Берлин, а затем послом в Австрию, где его сводный брат был полномочным представителем Великобритании на Венском конгрессе.
Он женился на леди Кэтрин Блай в 1804 году, а затем, в 1819 году, на леди Фрэнсис Энн Вейн, богатой наследнице, сменив свою фамилию на её, и с тех пор его стали звать Чарльз Вейн вместо Чарльза Стюарта. В 1822 году он сменил своего сводного брата на посту 3-го маркиза Лондондерри, унаследовав поместья на севере Ирландии, где, как непреклонный землевладелец, его репутация пострадала во время Великого голода. Такой репутации он соответствовал как угольный оператор на земле своей жены в графстве Дарем. В противовес Закону о шахтах 1842 года он настаивал на своём праве использовать детский труд.

## Рождение и происхождение
Чарльз родился 18 мая 1778 года в Дублине. Старший сын Роберта Стюарта, 1-го маркиза Лондондерри (1739—1821), и его второй жены Фрэнсис Пратт (1751—1833). Семья его отца была ольстерско-шотландской и пресвитерианской. Его отец был богатым человеком, членом ирландского землевладельческого дворянства и членом Ирландской палаты общин от Дауна, но ещё не дворянином. Мать Чарльза была англичанкой, дочерью Чарльза Пратта, 1-го графа Кэмдена, ведущего английского юриста. Его родители поженились 7 июня 1775 года. Чарльз воспитывался как англиканец, член Ирландской церкви.
У Чарльза был сводный брат от первого брака его отца:
- Роберт Стюарт, 2-й маркиз Лондондерри (1769—1822), известный как «Каслри», стал известным государственным деятелем.

## Ранняя жизнь
В 1789 году, когда Чарльзу Уильяму было 11 лет, его отец, Роберт Стюарт, был назначен 1-м бароном Лондондерри.
3 апреля 1791 года, в возрасте 12 лет, Чарльз Стюарт вступил в британскую армию в качестве прапорщика 108-го полка. Он был произведен в лейтенанты 8 января 1793 года в этом же подразделении. Он проходил службу в 1794 году во Фландрской кампании Французских революционных войн.
Он был подполковником 5-го Королевского ирландского драгунского полка к тому времени, когда участвовал в подавлении Ирландского восстания 1798 года. В 1803 году Чарльз Стюарт был назначен адъютантом короля Великобритании Георга III.
В 1795 году его отец был назначен 1-м виконтом Каслри, а в 1796 году стал 1-м маркизом Лондондерри в Пэрстве Ирландии.
В 1800 году Чарльз Стюарт был избран в Ирландскую палату общин в качестве члена парламента от боро Томастаун, графство Килкенни, вместо Джорджа Данбара, и всего через два месяца обменял это место на место от графства Лондондерри , заменяется в Томастауне Джоном Крадоком. После упразднения Ирландского парламента Актом об Унии в 1801 году ирландский избирательный округ графства Лондондерри стал округом Лондондерри в парламенте Соединённого королевства, и он присоединился к парламенту 1798—1802 годов, заседавшему в Вестминстере до его роспуска 29 июня 1802 года. В июле и августе 1802 года Чарльз Стюарт был переизбран от округа Лондондерри на первых парламентских выборах в Соединённом королевстве и сидел до роспуска парламента в 1806 году. Он был переизбран на парламентских выборах в Соединённом королевстве 1806 года и сидел до 1807 года. В 1807 году Чарльз Стюарт стал заместителем государственного секретаря по вопросам войны и колоний. Он также был переизбран на парламентских выборах в Соединённом королевстве 1807 года и заседал до роспуска парламента 29 сентября 1812 года. В конце концов он был переизбран на очередных выборах в Соединённом королевстве 1812 года и заседал в парламенте до 19 июля 1814 года, когда его призвали в Палату лордов. Его заменил в качестве члена парламента от Лондондерри его дядя Александр Стюарт из Ардса (1746—1831). Будучи депутатом, он поддерживал интересы тори.

## Первый брак и сын
8 августа 1804 года в церкви Святого Георгия на Ганновер-сквер, Лондон, Чарльз Стюарт женился на леди Кэтрин Блай (? — 11 февраля 1812). Она была четвёртой и младшей дочерью Джона Блая, 3-го графа Дарнли (1719—1791). Она была на три года старше его. 7 июля 1805 года у пары родился сын по имени Фредерик, который должен был стать 4-м маркизом Лондондерри . Она умерла в ночь с 10 на 11 февраля 1812 года от лихорадки после небольшой операции, когда её муж возвращался домой из Испании.
Сын от Кэтрин Блай:
- Фредерик Уильям Роберт Стюарт, 4-й маркиз Лондондерри (7 июля 1805 — 25 ноября 1872), преемник отца[22]

## Война на полуострове
Остальная часть его военной карьеры сложилась во время Наполеоновских войн, точнее, во время войны на полуострове.

### Ла-Корунья
Война началась с кампании в Корунне (1808—1809), в которой британскими войсками командовал сэр Джон Мур. В этой кампании Чарльз Стюарт командовал кавалерийской бригадой и сыграл вместе с лордом Пэджетом видную роль в кавалерийском столкновении при Бенавенте, где французский генерал Лефевр-Денуэтт был взят в плен. Он страдал от офтальмии на последних этапах отступления. Джон Мур отправил его обратно в Лондон с депешами для Каслри и других ведущих деятелей и он пропустил кульминационное сражение, в котором британским войскам успешно удалось эвакуироваться перед лицом армии маршала Сульта, в ходе которого Джон Мур был убит в бою.

### Испанская кампания Уэлсли
Когда британские войска вернулись на Пиренейский полуостров после кампании в Ла-Корунье, ими командовал сэр Артур Уэлсли (позже герцог Веллингтон). Чарльз Стюарт был назначен в апреле 1809 года генерал-адъютантом Уэлсли. Это была административная работа, и она ему не очень нравилась, тем более что Уэлсли никогда не обсуждал свои решения с подчиненными . Тем не менее, ему иногда удавалось увидеть боевые действия и отличиться, особенно в битве при Талавере (июль 1809 года), за что он получил благодарность парламента 2 февраля 1810 года, когда вернулся в Англию на больничный. Он также отличился в Бусаку в сентябре 1810 года и в Фуэнтес-де-Оньоро (май 1811 года), где взял в плен французского полковника в единоборстве.
Он подал в отставку с поста генерал-адъютанта в феврале 1812 года. Некоторые говорят, что из-за плохого самочувствия, но другие говорят, что герцог Веллингтон уволил его. Веллингтон, по-видимому, ценил его как солдата, но считал его «печальным грубияном и озорником» среди своего штаба.
30 января 1813 года он стал рыцарем-компаньоном Ордена Бани , что сделало его сэром Чарльзом Стюартом. 20 ноября 1813 года он был произведен в полковники 25-го лёгкого драгунского полка.

## Дипломатическая карьера
Его сводный брат Роберт Стюарт, виконт Каслри, сделал блестящую дипломатическую и политическую карьеру. Чарльз и его сводный брат оставались друзьями на всю жизнь и писали друг другу много писем. Роберт помог Чарльзу начать дипломатическую карьеру.

### Берлин
С мая 1813 года до конца войны сэр Чарльз был чрезвычайным и полномочным посланником и полномочным министром в Берлине, а также военным комиссаром союзных армий, будучи ранен в битве при Кульме в августе 1813 года.

### Вена
В 1814 году Чарльз Стюарт также был назначен послом в Австрию, должность, которую он занимал в течение девяти лет (1814—1823). 18 июня 1814 года, чтобы сделать его более приемлемым в Вене, принц-регент возвел Стюарта в ранг 1-го барона Стюарта из Стюарт-Корта и Баллилона в графстве Донегол. В том же году он получил почётные степени в Оксфорде и Кембридже, был принят в Тайный совет Великобритании и был назначен лордом опочивальни короля.
Лорд Стюарт, каким он был сейчас, присутствовал на Венском конгрессе вместе со своим сводным братом, лордом Каслри, в качестве одного из британских полномочных представителей. К нему не очень хорошо относились, так как он выставлял себя на посмешище своим грубым поведением, по-видимому, довольно часто был пьян, довольно открыто посещал проституток. Он заслужил прозвище лорда Памперникеля в честь грубого персонажа в модной пьесе.

## Второй брак и дети

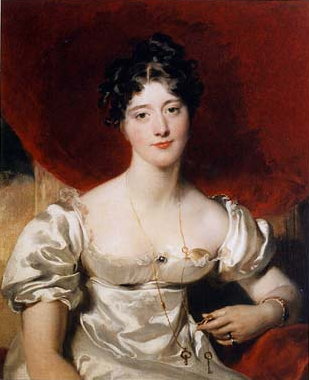
Фрэнсис Энн Темпест (1800—1865), дочь и наследница сэра Генри Вейн-Темпеста, 2-го баронета

Перед завершением его дипломатической карьеры лорд Стюарт 3 апреля 1819 года вторым браком женился на леди Энн Фрэнсис Вейн-Темпест (17 января 1800 — 20 января 1865), дочери и наследнице сэра Генри Вейна-Темпеста, 2-го баронета (1771—1813) на Брутон-стрит, Мейфэр, и взял её фамилию Вейн, по королевской лицензии, как это было оговорено в её отца. Отныне он был известен как Чарльз Уильям Вейн, в то время как его сын от первого брака остался Фредериком Стюартом.
Дети Фрэнсис Энн Эмили Вейн-Темпест:
- Джордж Генри Роберт Чарльз Уильям Вейн-Темпест, 5-й маркиз Лондондерри (26 апреля 1821 — 6 ноября 1884)
- Леди Фрэнсис Энн Эмили Вейн (15 апреля 1822 — 16 апреля 1899); муж с 1843 года Джон Спенсер-Черчилль, 7-й герцог Мальборо (1822—1883)
- Леди Александрина Октавия Мария Вейн (29 июля 1823 — 15 января 1874), крестница российского императора Александра I Павловича. с 1847 года замужем за Генри Доусон-Деймером, 3-м графом Портарлингтоном.
- Лорд Адольфус Фредерик Чарльз Уильям Вейн-Темпест[англ.] (2 июля 1825 — 11 июня 1864), политик; сошёл с ума, и ему пришлось лечиться с медицинской помощью. С 1860 года был женат на леди Сьюзен Шарлотте Кэтрин Пелэм-Клинтон (1839—1875)
- Леди Аделаида Эмелина Кэролайн Вейн (ок. 1830 — 3 февраля 1882); опозорила семью, сбежав с наставником своего брата, преподобным Фредериком Генри Лоу. В 1852 году они поженились.
- Лорд Эрнест Макдоннелл Вейн-Темпест (29 февраля 1836 — 14 августа 1885), связался с вербовкой на флот, и его пришлось выкупить за службу в армии, откуда он впоследствии был уволен. В 1869 году женился на Мэри Таунсенд Хатчинсон.

Через свою дочь леди Фрэнсис лорд Лондондерри является дедушкой лорда Рэндольфа Черчилля по материнской линии и, следовательно, прадедом Уинстона Черчилля, премьер-министра Великобритании.

## Самоубийство виконта Каслри

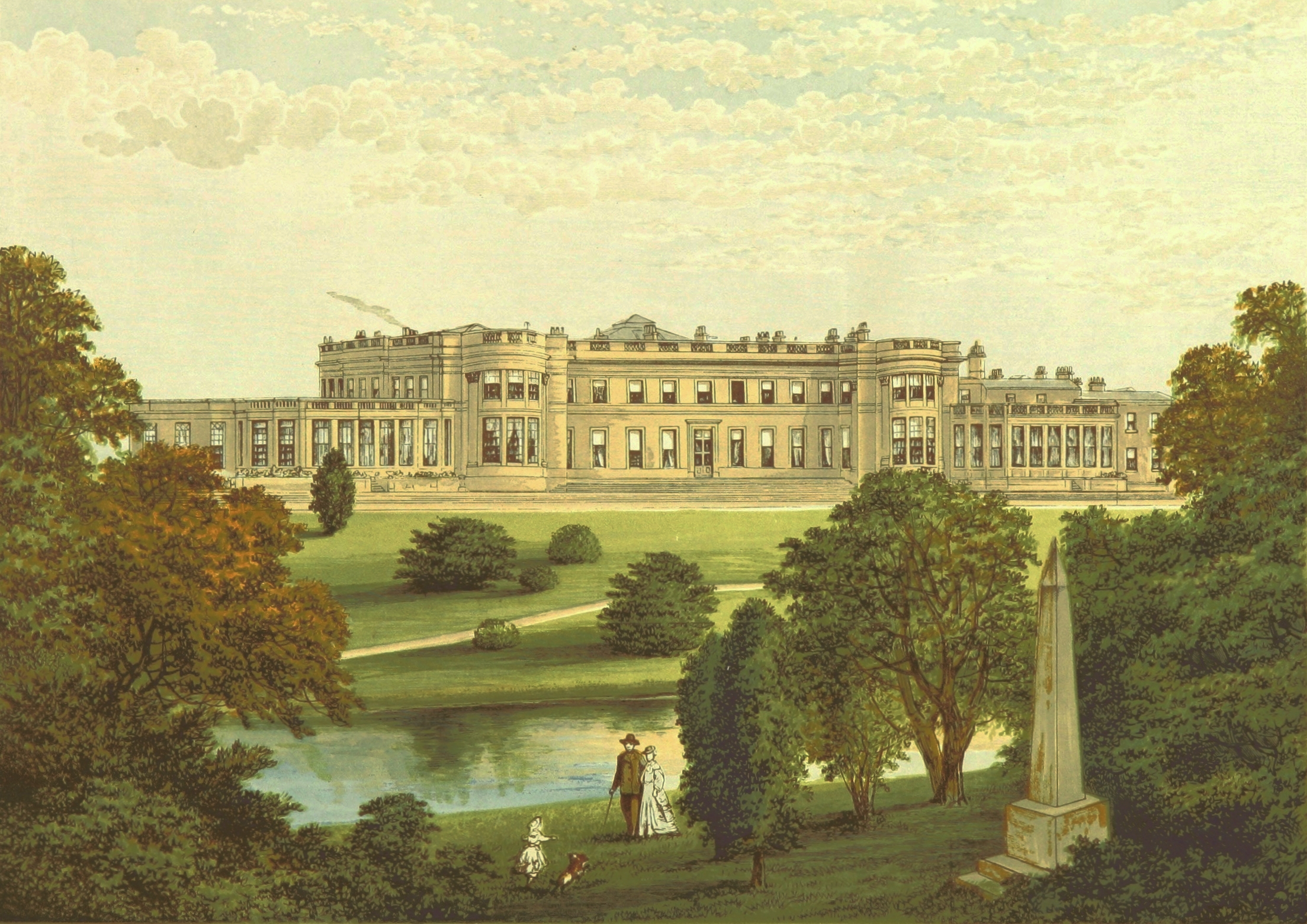
Виньярд-Парк, графство Дарем, 1880 год

12 августа 1822 года его сводный брат, Роберт Стюарт, 2-й маркиз Лондондерри, покончил с собой. Он сменил своего старшего сводного брата на посту 3-го маркиза Лондондерри в 1822 году. В следующем году, 28 марта 1823 года, лорд Лондондерри был также назначен 1-м графом Вейном и 1-м виконтом Сихемом из Сихема в графстве Дарем, с правом наследования для сыновей от второго брака.
Смерть его сводного брата также означала конец его дипломатической карьеры. Он оставил дипломатическую службу в 1823 году. Королева Виктория невысоко ценила способности маркиза Лондондерри как государственного служащего. Она сказала, что, по её мнению, ему не следует давать никакого важного поста.

## Резиденции
Лорд Лондондерри использовал огромное состояние своей новой невесты, чтобы приобрести поместье Сихэм-Холл в графстве Дарем, разрабатывая там угольные месторождения. Он также построил гавань в Сихеме, чтобы соперничать с близлежащим Сандерлендом. Он поручил Бенджамину Уайатту построить особняк в Виньярд-парке. Он был завершен Филиппом Уайаттом в 1841 году и обошёлся в 130 000 фунтов стерлингов (что эквивалентно 10 772 000 фунтов стерлингов в 2016 году) для строительства и отделки. К сожалению, как раз в тот момент, когда строительство особняка завершалось, вспыхнул пожар и уничтожил дом; позже он был восстановлен и реконструирован Игнатием Бономи.
Семья также использовала свое новообретенное богатство для ремонта своего загородного дома в Ирландии, Маунт-Стюарт, и купила дом Холдернесс на лондонской Парк-Лейн, который они переименовали в Лондондерри-хаус.

## Предложение оранжистов
В 1836 году Орден оранжистов был обвинен в заговоре, чтобы посадить Эрнста-Августа, герцога Камберленда и имперского великого мастера Ордена оранжистов, на королевском троне вместо Виктории, когда его брат короля Вильгельма IV, умер. После того, как заговор был раскрыт Палаты общин призвал королеву распустить Орден оранжистов. Под давлением Джозефа Хьюма, Уильяма Молсуорта и лорда Джона Рассела король указал на необходимость принятия мер, и герцог Камберленд был вынужден распустить ложи оранжистов.
Джозеф Хьюм представил Палате общин доказательства того, что заговорщики подошли к маркизу Лондондерри. В июле 1832 года маркиз получил письмо от подполковника У. Б. Фэрмана, заместителя великого секретаря Оранжевого института Великобритании, в котором говорилось, что после «важной смерти» (кончины короля) оранжисты бросят их политика «непротивления» нынешнему «папскому кабинету и демократическому министерству» (министерство парламентской реформы графа Грея) и то, что «может быть политическим» присоединение маркиза к ним. Отметив, что в Ньюкасле, Саут-Шилдсе и Дарлингтоне уже были ложи апельсинов, Фэрман также предположил маркизу Лондондерри, что принятие на себя роли в Дареме Великого магистра графства может быть выгодно ему «в личном смысле»: его «шахтеры» (шахтёров, работающих на его угольных шахтах), можно было бы побудить организовать между собой ложи, которые «доказали бы частичную защиту от их вступления в клики [то есть профсоюзы] в будущем».
Хотя он признал, что хотел бы, чтобы правительство сделало больше для проверки «пагубного влияния либеральных и радикальных ассоциаций», в том числе профсоюзов, маркиз Лондондерри довольно долго в Палате лордов отрицал любую возможную связь между ним и «предполагаемым проектом изменения наследования престола». Фэрману он ответил: «Нынешнее состояние либеральных настроений вигов в этом самом графстве вигов и очень непокорное и неподчиняющееся состояние горняков полностью исключают возможность успешных усилий на данном этапе». Он также говорил с Лорд Кеньон (его тогдашний гость в доме, который возглавлял оппозицию католической эмансипации) и «не сомневался», что он «убедит его королевское высочество» (герцога Камберленда), а также Фэрмена, «что в настоящий момент не время, когда объект может быть передан».

## Промышленник и землевладелец

### Закон о шахтах

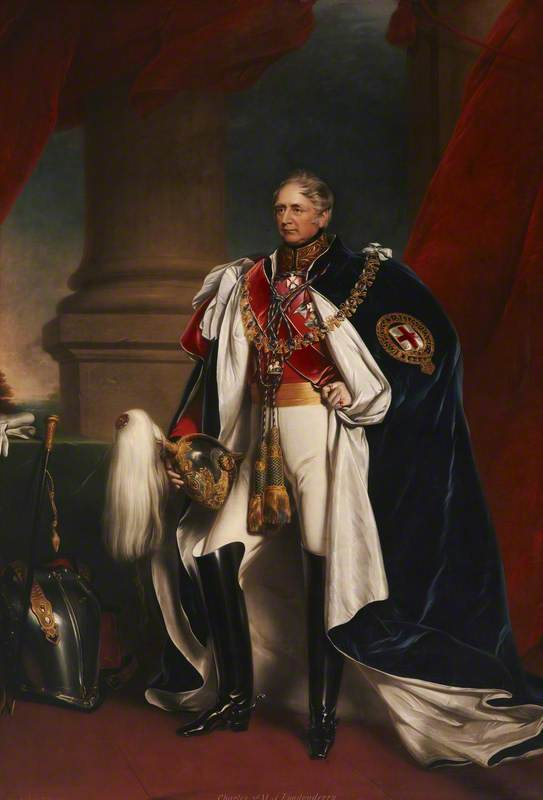
Чарльз Уильям Вейн, 3-й маркиз Лондондерри, в качестве рыцаря Ордена Подвязки

Маркиз Лондондерри возглавил оппозицию Закону о шахтах и угольных шахтах 1842 года в Палате лордов. Сообщается, что он яростно выступал против любых попыток запретить угольным шахтам использовать детский труд. Выступая от имени Ассоциации владельцев угля Йоркшира, маркиз Лондондерри сказал: «Что касается возраста, с которого мужчины должны допускаться в шахты, члены этой ассоциации единогласно согласились установить его на восьмилетнем уровне … В разреженных угольных шахтах, особенно необходимо, чтобы на работу работали мальчики в возрасте от восьми до четырнадцати лет, поскольку подземные дороги нельзя было сделать достаточно высокими для более высоких людей без затрат, столь значительных, что разработка таких шахт стала бы невыгодной».

### Ирландский голод
К моменту начала Великого ирландского голода в 1845 году маркиз Лондондерри входил в десятку самых богатых людей Соединённого королевства. В то время как многие домовладельцы прилагали усилия для смягчения наихудших последствий голода для своих арендаторов, Лондондерри критиковали за подлость: он и его жена пожертвовали местному комитету помощи лишь 30 фунтов стерлингов, но потратили 15000 фунтов на ремонт своего ирландского дома в Маунт-Стюарт и по причине «личных неудобств» отклонил снижение арендной платы (за что он был подвергнут критике Джеймсом Макнайтом в пресвитерианском еженедельнике «Знамя Ольстера»).
Во время кампании за права арендаторов в начале 1850-х годов Лондондерри настаивал на своих полных правах, и это оттолкнуло многих из его арендаторов. У него были разногласия по этому вопросу со своим старшим сыном и наследником Фредериком, который был более либерален.

### Наполеон и Абд-аль-Кадир
Вернувшись в Англию, маркиз Лондондерри подружился с Луи-Наполеоном Бонапартом (позже Наполеоном III), в то время как последний находился в изгнании в Лондоне в 1836—1840 годах. После того, как Бонапарт был избран президентом Франции в 1851 году, маркиз Лондондерри попросил его освободить Абд-аль-Кадира.

### Поздние почести
Губернатор графства Лондондерри с 1823 года, маркиз Лондондерри был назначен лордом-лейтенантом Дарема в 1842 году, а в следующем году стал полковником 2-го полка лейб-гвардии. Когда герцог Веллингтон, которым он очень восхищался, скончался в 1852 году, его место Рыцаря Подвязки было отдано маркизу Лондондерри, который был официально введен в должность 19 июня 1853 года.

## Смерть, мемориалы и преемственность

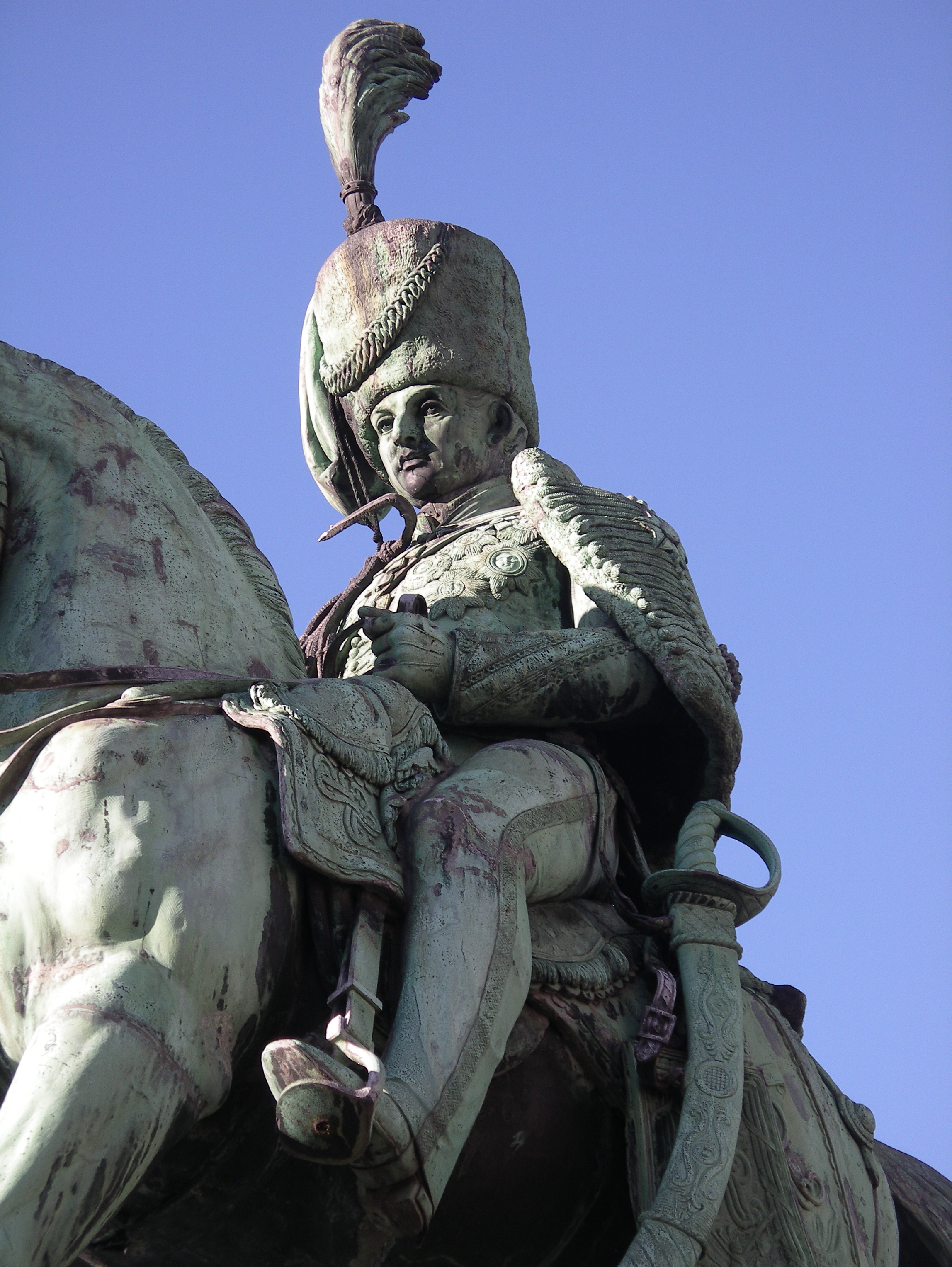
Мемориальная статуя Рафаэля Монти в Дареме

2-й маркиз Лондондерри скончался 6 марта 1854 года в Лондондерри-хаусе и был похоронен в Лонгньютауне, графство Дарем. Его вдова почтила его Конной статуей Лондондерри в Дареме .
Фредерик построил башню Скрэбо недалеко от Ньютаунардса как памятник памяти своего отца. Из 730 подписчиков на стоимость только 450 были подключены к поместью Стюарта, в котором проживало 1200 арендаторов-фермеров и многих связанных с ними сотрудников (в 1850 году, организованном во Всеирландской лиге прав арендаторов, 700 из этих арендаторов подписали адрес, требующий права арендатора и более низкой арендной платы) . Две трети стоимости башни было оплачено 98 подписчиками (в списке, возглавляемом императором Наполеоном III), большинство из которых были джентри.
Маркизат унаследовал его старший сын Фредерик Стюарт, единственный ребёнок от первого брака, а титул графа Вейна-Джордж Вейн, старший сын от второго брака. Таким образом, после смерти Чарльза Фредерик Стюарт стал 4-м маркизом Лондондерри, в то время как Джордж Вейн стал 2-м графом Вейном. Джордж позже стал 5-м маркизом после того, как его сводный брат умер бездетным.

## Стили
- Достопочтенный Чарльз Стюарт с 1789 по 1813 год (потому что его отец стал 1-м бароном Лондондерри в 1789 году),
- Достопочтенный сэр Чарльз Стюарт с 1813 по 1814 год (потому что он был произведен в рыцари Ордена Бани),
- Достопочтенный лорд Стюарт с 1814 по 1822 год (потому что он был произведен в бароны по собственному праву)
- Достопочтенный маркиз Лондондерри с 1822 по 1854 год.

## Работы
3-й маркиз Лондондерри был плодовитым писателем и редактором. Он писал и публиковал книги о своей собственной военной и дипломатической карьере, а также опубликовал многие работы своего сводного брата.

### Военные мемуары
Следующие две книги описывают Наполеоновскую войну такой, какой он её видел. В первом описан его опыт войны на полуострове. Вторая война Шестой коалиции, которая вынудила Наполеона отречься от престола:
- Повествование о войне на полуострове (Лондон: Генри Колберн, 1828), онлайн в Интернет-архиве
- Повествование о войне в Германии и Франции: В 1813 и 1814 годах (Лондон: Генри Колберн и Ричард Бентли, 1830), онлайн в Интернет-архиве.

## Документы виконта Каслри
3-й маркиз также собрал, отредактировал и опубликовал многие работы, оставленные его сводным братом, и опубликовал их в следующих двенадцати томах, разделенных на три серии.
Первая серия, состоящая из четырёх томов, пронумерованных 1-4, появилась в 1848 и 1849 годах под названием «Мемуары и переписка». Тома не помечены «первая серия» на титульных страницах. Список:
- Мемуары и переписка виконта Каслри, второго маркиза Лондондерри, Том 1 (Лондон: Генри Колберн, 1848) онлайн в Интернет-архиве — Ирландское восстание
- Мемуары и переписка виконта Каслри, второго маркиза Лондондерри, Том 2 (Лондон: Генри Колберн, 1848) онлайн в Интернет-архиве — Договоренности о союзе
- Мемуары и переписка виконта Каслри, второго маркиза Лондондерри, Том 3 (Лондон: Генри Колберн, 1849) онлайн в Интернет-архиве — Завершение Законодательного союза
- Мемуары и переписка виконта Каслри, второго маркиза Лондондерри, Том 4 (Лондон, Генри Колберн, 1849) онлайн в Интернет-архиве — Уступки католикам и инакомыслящим: Восстание Эммета

Вторая серия, состоящая из четырёх томов, появилась в 1851 году под названием «Корреспонденция, депеши и другие документы». Номера томов сохраняются, несмотря на то, что они помечены как «2-я серия» и, следовательно, от 4 до 8. Список:
- Корреспондентские депеши и другие документы виконта Каслри, второго маркиза Лондондерри, Серия 2, Том 5 (Лондон: Уильям Шоберл, 1851) онлайн в Интернет-архиве — Военные и разное
- Корреспондентские депеши и другие документы виконта Каслри, второго маркиза Лондондерри, Серия 2, Том 6 (Лондон: Уильям Шоберл, 1851) онлайн в Интернет-архиве — Военные и разное
- Корреспондентские депеши и другие документы виконта Каслри, второго маркиза Лондондерри, Серия 2, Том 7 (Лондон: Уильям Шоберл, 1851) онлайн в Интернет-архиве — Военные и разное
- Корреспондентские депеши и другие документы виконта Каслри, второго маркиза Лондондерри, Серия 2, Том 8 (Лондон: Уильям Шоберл, 1851) онлайн в Интернет-архиве — Военные и прочие

Третья серия появилась в 1853 году. Четыре тома имеют то же название, что и вторая серия. Нумерация томов нерегулярна. Список:
- Корреспондентские депеши и другие документы виконта Каслри, второго маркиза Лондондерри, Том 9 (Лондон: Джон Мюррей, 1853) онлайн в Интернет-архиве — Военный и дипломатический
- Корреспондентские депеши и другие документы виконта Каслри, второго маркиза Лондондерри, Том 11 (Лондон: Джон Мюррей, 1853) онлайн в Hathi Trust
- Корреспондентские депеши и другие документы виконта Каслри, второго маркиза Лондондерри, Серия 3, Том 3 (Лондон: Джон Мюррей, 1853) онлайн в Интернет-архиве — Военный и дипломатический
- Корреспондентские депеши и другие документы виконта Каслри, второго маркиза Лондондерри, Том 12 (Лондон: Джон Мюррей, 1853) онлайн в Интернет-архиве.